# Andrea Bajani
Andrea Bajani (n 16 august 1975, Roma, Italia) este un scriitor și jurnalist italian.

## Viață
La o vârstă fragedă, Bajani se mută  cu părinții săi la Cuneo, Piemont iar mai târziu la Torino, unde a trăit cu mici întreruperi datorate burselor sau cercetării în străinătate  până în 2013. În anul 2013 va merge la Berlin. După primele două romane, a avut în anul 2005  primul său succes major cu cel de-al treilea roman, Cordiali saluti. Ulterior s-a concentrat pe scrieri pentru teatru și de radio. Ca jurnalist este de atunci activ pentru cotidiene ca La Stampa, L’Unità și Il Sole 24 Ore.
Cu romanul Se consideri le colpe (De vei lua aminte la greșeli), din anul 2007, a câștigat mai multe premii în Italia. După Domani niente scuola urmează, în 2010 romanul Ogni promessa, pentru care în anul 2011 va primi, de asemenea, un premiu.

## Premii
- 2008: Premio Mondello pentru Se consideri le colpe
- 2008: Premio Recanati pentru Se consideri le colpe
- 2008: Premio Brancati pentru Se consideri le colpe
- 2011: Premio Bagutta pentru Ogni Promessa

## Opere
- Morto un papa., Portofranco editori, Fossa 2002.
- Qui non ci sono perdenti., PeQuod 2003.
- Cordiali saluti. Einaudi, Turin 2005, ISBN 88-06-17297-2.
- Mi spezzo ma non m'impiego. Einaudi, Turin 2006.
- Se consideri le colpe. Einaudi, Turin 2007, ISBN 978-88-06-19657-8.
  - română: De vei lua aminte la greșeli traducere din italiană de Ileana Bunget și Smaranda Bratu Elian. Editura Humanitas, București 2011, ISBN 978-973-50-2960-9.
- Domani niente scuola. Einaudi, Turin 2008.
- La filia di Isaaco. 2009.
- Ogni promessa. Einaudi, Turin 2010, ISBN 978-88-06-20020-6.
- Presente. (cu Michela Murgia, Paolo Nori și Giorgio Vasta) Einaudi, Turin 2012, ISBN 978-88-06-20945-2.
- La mosca e il funerale. Nottetempo, 2012, ISBN 978-88-7452-354-2.
- Mi riconosci. Feltrinelli, Mailand 2013, ISBN 978-88-07-01943-2.
- La vita non è in ordine alfabetico. Einaudi, Turin 2014, ISBN 978-88-06-21321-3 (2015: ISBN 978-88-06-22617-6).
- Un bene al mondo (Einaudi, 2016) ISBN 978-88-06-21315-2.
- Il libro delle case (Feltrinelli, 2021) ISBN 978-88-07-03433-6.
- L'anniversario (Feltrinelli, 2025) ISBN 978-88-07-03642-2.

Traduceri
- Laurent Graeve: Sono un assassino. (Original: Je suis un assassin, 2002, Éditions du Rocher, Paris 2002), Index Libri, 2003, ISBN 88-461-0048-4.
- Wole Soyinka: Clima di paura (Climate of Fear). Codize edizioni, 2005, ISBN 88-7578-017-X.